# Мелъди Торнтън
Мелъди Торнтън (на английски: Melody Thornton) е американска певица, автор на песни, танцьорка и телевизионна звезда, позната най-добре като певица от групата Пусикет Долс.

## Биография и творчество
През 2003 г. се включва в групата, след като е избрана на кастинг. През 2006 г. започва солова кариера с издаването на песента „Go Too Far“ заедно с хип-хоп изпълнителя Джибс. През 2012 г. издава дебютния си албум.

## Дискография

### Албуми
- P.O.Y.B.L (2012)

### Сингли
- Sweet Vendetta (2011)
- Someone to Believe (2012)
- Bulletproof (2012)